# Yellow Submarine (film)
Yellow Submarine is een in 1968 uitgebrachte, geanimeerde avondvullende film, gebaseerd op de muziek van The Beatles. Het is eveneens de titel van het muziekalbum van de film, dat deel uitmaakt van het muzikaal oeuvre van de Beatles. De film werd geregisseerd door de in Canada geboren animatieproducer George Dunning, en geproduceerd door United Artists en King Features Syndicate. De echte Beatles zelf verschijnen pas in de eindscène van de film.
De film werd een hit in de bioscopen en ook de critici waren enthousiast. Zij prezen met name de vernieuwingen op het gebied van animatie. The Beatles zelf, die een soort Disneyfilm hadden verwacht, waren aangenaam verrast door het resultaat van Yellow Submarine en besloten om die reden om zelf op te treden in de eindscène.

## Verhaal
Pepperland is een vrolijk, muziek-liefhebbend paradijs dat zich "80 000 leuga's onder de zee" bevindt, genoemd naar en beschermd door Sergeant Pepper van de Sgt. Pepper's Lonely Hearts Club Band. Het wordt aangevallen door de muziekhatende Blue Meanies die de Band opsluiten in een muziekloos gebied en daarna de inwoners van Pepperland veranderen in standbeelden en de kleur uit het land doen verdwijnen.
Het hoofd van Pepperland (de Lord Mayor) zendt Old Fred weg in een gele onderzeeër op zoek naar hulp. In Liverpool smeekt Fred om hulp bij de depressieve en doelloze Ringo Starr, die wil helpen en zijn drie maten optrommelt: Paul McCartney, John Lennon en George Harrison. De vijf keren terug naar Pepperland in hun onderzeeër, en doorkruisen:
- de Zee der Tijd (Sea of Time) - waar ze in de tijd reizen en "When I'm Sixty-Four" zingen;
- de Zee der Wetenschap (Sea of Science) - waar ze "Only a Northern Song" zingen;
- de Zee der Monsters (Sea of Monsters) - waar het gevreesde "vacuümfles"-dier het volledige landschap opzuigt, waarna hij aan zichzelf ten prooi valt;
- de Zee van Niets (Sea of Nothing) - waar ze een eerder nuttige "nowhere man", genaamd Jeremy Hilary Boob oppikken en ze het gelijknamige lied zingen;
- de uitlopers van "Headlands" of Zee der Hoofden (Sea of Heads) - waar ze van de onderzeeër gescheiden worden en John "Lucy in the Sky with Diamonds" zingt;
- de Zee der Gaten (Sea of Holes) - waar Jeremy gevangengenomen wordt door de Blue Meanies. Wanneer Ringo in een groen gat springt, waarbij de Zee van Gaten verandert in de Zee van Groen, arriveren zij eindelijk in Pepperland.

Wanneer ze weer allemaal samen komen, imiteren ze Sgt. Pepper's Band en stoken ze het volk op tot opstand. Jeremy wordt bevrijd, kleuren en bloemen bloeien opnieuw, de originele Sgt. Pepper's Band wordt vrijgelaten en de harmonie in Pepperland wordt weer hersteld. Op het einde sluiten de helden vrede met de Blue Meanies en leeft iedereen nog lang en gelukkig.
Nadien pronken de echte Beatles, die terug naar huis gekeerd zijn, met hun souvenirs. John ziet "nieuwere en blauwere" Meanies in hun nabijheid en merkt vrolijk op dat er slechts één ding rest: zingen. Het kwartet gehoorzaamt met een herneming van "All Together Now", hetgeen eindigt met verscheidene vertalingen van de titel die in de aftiteling verschijnen.

## Stemmen
De stemmen in de film zijn - behalve in de laatste scène - niet die van de echte Beatles. Om ze zo echt mogelijk te laten lijken en omdat de echte stemmen van de Beatles erg op elkaar lijken, werden de bestaande verschillen extra overdreven. Zo heeft John in de film een overdreven John-uitspraak. Hetzelfde geldt voor elk van de andere Beatles. Wel zijn de Beatles te horen in de verschillende liedjes van de film. De gesproken stemmen zijn echter van andere stemacteurs, die ook de stemmen van andere personages inspraken:
Paul Angelis – Ringo / Chef van de Blue Meanies / George
John Clive – John, Sgt Pepper John
Dick Emery – Jeremy (Nowhere Man) / Lord Mayor / Max
Geoffrey Hughes – Paul
Lance Percival – "Jonge/Oude" Fred
Aanvankelijk was Peter Batten aangetrokken om de stem van George in te spreken. Terwijl Batten halverwege de film was met het inspreken van zijn personage werd hij gearresteerd. Het bleek dat hij, terwijl hij enkele jaren terug met het Britse leger gelegerd was in Duitsland, gedeserteerd was. Paul Angelis die al de stem van Ringo insprak, nam het inspreken van het personage George van hem over.

## Voorgeschiedenis

### Een contract voor drie films
In 1963 benaderde de Amerikaanse filmstudio United Artists de manager van The Beatles Brian Epstein voor een contract voor het maken van een aantal films rondom de groep. Epstein zag de deal als een goede manier om The Beatles te promoten en hun muziek te verkopen. United Artists was met name geïnteresseerd in het geld dat zou binnenkomen via de verkoop van de muziekalbums. The Beatles stonden in de VS onder contract bij Capitol Records, maar die overeenkomst sloot muziek van albums uit. De studio wist dat de verkoop van het album altijd geld zou opleveren, zelfs als de film zou floppen, dus zag men de filmdeal met The Beatles als een overeenkomst waarbij ze niet konden verliezen. Aan de andere kant was de deal die United Artists met Epstein sloot, weinig gunstig voor The Beatles. Epstein was geen goede onderhandelaar en in veel financiële zaken een amateur. Weliswaar waren The Beatles in die tijd nog niet op hun hoogtepunt qua populariteit (zeker niet in de VS), maar ook binnen die context was het een teleurstellend contract. Hij had geen idee van de normale winstpercentages die bedongen kon worden dus stelde hij een aandeel van 7,5 % voor. De studiobazen van United Artists konden hun geluk niet op, ze waren bang geweest voor harde onderhandelingen en misschien wel een hoger percentage dan 25% en nu kwam Epstein met de lachwekkende 7,5 procent. Ze sloten gelijk een deal voor drie films. Niet lang daarna schoot de populariteit van The Beatles door het dak (ook in de VS) en maakte Richard Lester van de eerste Beatlefilm A Hard Day's Night een van de meest succesvolle films aller tijden. The Beatles liepen hierdoor niet alleen miljoenen aan inkomsten mis. Ze zaten ook vast aan een financieel teleurstellend filmcontract dat als een molensteen om hun nek zou gaan hangen.

### De derde film
De tweede film die The Beatles voor United Artists maakten was Help!, ook onder regie van Lester. Hoewel de film net zo'n succes was als zijn voorganger waren de Beatles weinig enthousiast over het eindresultaat. Ze waren bang om vast te komen zitten in het format van ‘de vrolijke avonturen van de Beatles’. Maar Brian Epstein had in 1963 een contract gesloten met United Artists en de filmproductiemaatschappij eiste een derde film. Er werden allerlei ideeën opgeworpen, zoals een filmbewerking van The Lord of the Rings van J.R.R. Tolkien met Ringo als Frodo en John als Gandalf, maar de derde film bleef uit. In 1967 dachten de vier Beatles dat ze zelf wel konden regisseren en maakten de televisieproductie "Magical Mystery Tour". De tv-film werd door de BBC in zwart-wit uitgezonden en door de kijkers en de critici met afgrijzen ontvangen. Hierna zakte de belangstelling voor films bij The Beatles tot een dieptepunt. Hun manager Brian Epstein kwam met de oplossing. Hij werd benaderd door Al Brodax, het hoofd van King Features Syndicate, met het idee een avondvullende animatiefilm te maken rond een aantal Beatlenummers. Het idee was gebaseerd op de tekenfilmserie rond The Beatles die vanaf 1965 werd uitgezonden. TVC maakte deze serie, waarbij steeds een tekenfilmavontuur werd gemaakt rondom een Beatlenummer. The Beatles waren enthousiast omdat ze geen bijdrage aan de film hoefden te leveren. Maar juist om die reden wees United Artists Yellow Submarine af als derde film. Pas met de documentaire Let it Be voldeden de Beatles aan hun contractuele verplichtingen.

## Scenario

### Een kinderliedje over Pepperland
Uitgangspunt voor de film was het liedje "Yellow Submarine". Paul McCartney schreef het als een van de nummers die drummer Ringo Starr met zijn beperkte zangstem kon zingen. Het was bedoeld als een kinderliedje met simpele teksten en dito melodie. Latere beschuldigingen dat ‘yellow submarines’ een codenaam waren voor gele pillen, en wel Nembutol-capsules, zogenaamde ‘downers’ (vandaar 'submarine': onderzeeër) werden door McCartney van de hand gewezen. Producent Lee Minoff baseerde zich op het idee van een kinderliedje en schreef de eerste opzet van het verhaal. Al snel werkten diverse scenaristen aan het scenario. Men besloot een aantal recente Beatlenummers op te nemen naast ‘Yellow Submarine’. Een aantal van die nummers kwam van het album Sgt. Pepper's Lonely Hearts Club Band. Dit in 1967 verschenen album van de Beatles veroorzaakte een sensatie in de muziekwereld. Het idee achter het album was dat The Beatles getransformeerd waren tot de fictieve popgroep Sgt. Pepper's Lonely Heart Club Band. Op de hoes zijn te zien in satijnen militaire uniformen in felle kleuren. Dit was de prikkel voor het idee om in de film ook een Sgt. Pepper op te voeren die met zijn band in Pepperland woont.

### Het scenario heeft een vijand nodig
Op zeker moment circuleerden er zo'n twintig versies van het scenario. Een van de schrijvers was Roger McCough, een dichter uit Liverpool, die veel bijdroeg aan de dialogen met hun typische dubbelzinnigheden, uitdrukkingen uit Liverpool en privégrapjes van The Beatles. McCough kreeg 500 pond voor zijn bijdrage, maar geen vermelding op de aftiteling. Wel vermelding kregen Jack Mendelsohn en Erich Segal. Mendelsohn had meegewerkt aan de tekenfilmserie van de Beatles, maar Segal was in 1967 nog onbekend met de filmbusiness. Hij was werkzaam in Yale als assistent van de hoogleraar klassieke talen. Hij werd door Brodax naar Londen gehaald om uit de grote hoeveelheid materiaal, soms slechts bestaande uit fragmenten een coherent scenario samen te stellen. Segal werkte onder een dreigende deadline enige weken onafgebroken aan het scenario. Hij kreeg amper toestemming om zijn hotelkamer te verlaten om te joggen. Segal kon echter profiteren van een briljante inval van hoofdontwerper Heinz Edelmann. Tijdens een productiebespreking kwamen de medewerkers tot een verontrustende conclusie: het scenario miste een vijand. Pepperland was een paradijs zonder slang. Edelmann kwam hierop met het concept van de Blue Meanies en hun aanval op alles wat naar muziek rook. (Overigens waren de meanies aanvankelijk rood, geheel in het kader van de koude oorlog. Een fout van de assistent van Edelmann zorgde ervoor dat de kleuren werden omgewisseld en de meanies blauw werden.) Ondanks alle creatieve bijdragen leed ook het scenario van Yellow Submarine aan het gegeven dat de muziek het verhaal overschaduwde en dat het verhaal werd aangepast aan de liedjes. Het leverde wel een modern sprookje over de hippiegeneratie van 1967 op.

## Productie

### De animatoren
Met ruim tweehonderd medewerkers werkten hoofdontwerper Heinz Edelmann en regisseur Charles Dunning gedurende elf maanden aan de film. De animatoren kwamen uit Engeland, maar ook uit de VS en andere landen van Europa. Ze werden geselecteerd door TVC en stonden onder leiding van de animatieregisseurs Bob Balser en Jack Stokes. Bekende animatiemedewerkers waren Alan Ball, Ron Campbell, John Challis, Hester Coblentz, Geoff Collins, Rich Cox, Duane Crowther, Tony Cuthbert, Malcolm Draper, Paul Driessen, Cam Ford, Norm Drew, Arne Gustafson, Tom Halley, Dick Horne, Arthur Humberstone, Dennis Hunt, Diane Jackson, Charlie Jenkins, Anne Jolliffe, Dave Livesey, Reg Lodge, Geoff Loynes, Lawrence Moorcroft, Ted Percival, Mike Pocock, Gerald Potterton, en Bob Sewell. De achtergronden van de verschillende scènes werden gemaakt door Alison de Vere en Milicent McMillan.

### Het uiterlijk van Strawberry Fields
Het getekende uiterlijk van The Beatles was gebaseerd op het uiterlijk van de echte Beatles ten tijde van de opname van het begeleidende filmpje bij de single Strawberry Fields Forever. Alleen was de snor van Paul McCartney verdwenen bij zijn alter ego in de film. Maar twee leden van de groep hadden inmiddels hun uiterlijk alweer aangepast. In de eindscène waar de echte Beatles zijn te zien, heeft George Harrison zijn baard afgeschoren, net als John Lennon zijn snor. De laatste heeft ook aanmerkelijk langer haar en volle, lange bakkebaarden. Hun bijdrage aan de film werd opgenomen op 25 februari 1968, vlak voor hun vertrek naar India. Aanvankelijk zou hun bijdrage worden samengevoegd met de psychedelische, kleurrijke achtergrond vol effecten. Er was geen geld en tijd meer en dus werd de zwarte achtergrond gehandhaafd.

### Rotoscoping
Charlie Jenkins was verantwoordelijk voor de scènes rondom de nummers Eleanor Rigby, Only a Northern Song en de reis van de gele onderzeeër van Liverpool naar Londen. Jenkins was ook verantwoordelijk voor het aantrekken van Heinz Edelmann die zo'n belangrijke stempel op de film zou drukken. Jenkins had eerder gewerkt aan het maken van filmtitelscènes en experimentele grafische kunst. Een van de technieken die Jenkins meebracht was het systeem van de rotoscoop een door Max Fleischer bedachte animatietechniek waarbij filmbeelden als het ware beeld voor beeld worden overgetrokken. Jenkins schilderde echter de beelden over, in plaats van de beelden nauwkeurig over te trekken. Hierdoor ontstond een veel speelser effect. Het effect is goed te zien in de sequens van Lucy in the Sky with Diamonds. Het idee kwam van regisseur George Dunning en werd uitgewerkt door Bill Sewell. Uiteindelijk had hij ruim dertig minuten film. Met behulp van Bob Balser en Arne Gustafson werd dit teruggebracht tot een aantal minuten.

### Heinz Edelmann
De animatie van Yellow Submarine was baanbrekend in 1968. Tot die tijd was animatie vrij traditioneel en werd gedomineerd door de Disney Studio's. Bij Yellow Submarine krijgen we een psychedelische stijl te zien, vol kleur en effecten. De man verantwoordelijk voor deze vorm van animatie was de Duitse ontwerper Heinz Edelmann. Later zou Peter Max de psychedelische stijl die Edelmann gebruikte voor de film, uitwerken en er beroemd mee worden. Om die reden wordt soms beweerd dat Max aan de wieg van Yellow Submarine heeft gestaan, maar hij had niets met de film te maken. Edelmann zou behalve Max ook ontwerper/regisseur Terry Gilliam beïnvloeden bij diens animaties voor de tv-shows Do Not Adjust Your Set en Monty Python's Flying Circus.

## Muziek

### Algemeen
Uitgangspunt van de film was het liedje "Yellow Submarine", van Lennon en McCartney. Speciaal voor de film werden vijf nieuwe Beatleliedjes geschreven: "All Together Now", "Baby, You're a Rich Man" en "Hey Bulldog" van Lennon/McCartney en "It's All Too Much" en "Only a Northern Song" van George Harrison. George Martin de vaste producent van The Beatles schreef de instrumentale muziek en orkestraties.

### Liedjes
De volgende liedjes, instrumentale nummers en fragmenten van liedjes zijn te horen
- "Introduction Story" (George Martin)
- "Yellow Submarine" (Lennon/McCartney)
- "Eleanor Rigby" (Lennon/McCartney)
- "Love You To" (George Harrison)
- "A Day in the Life" (Lennon/McCartney)
- "All Together Now" (Lennon/McCartney)
- "When I'm Sixty-Four" (Lennon/McCartney)
- "Only a Northern Song" (Harrison)
- "Nowhere Man" (Lennon/McCartney)
- "Lucy in the Sky with Diamonds" (Lennon/McCartney)
- "Sea of Green" (George Martin)
- "Think for Yourself" (Harrison)
- "Sgt. Pepper's Lonely Hearts Club Band" (Lennon/McCartney)
- "With a Little Help from My Friends" (Lennon/McCartney)
- "All You Need Is Love" (Lennon/McCartney)
- "Baby, You're a Rich Man" (Lennon/McCartney)
- "Hey Bulldog" (Lennon/McCartney)
- "It's All Too Much" (Harrison)
- "All Together Now" (Lennon/McCartney)

### Album
In 1969 verscheen het Beatlealbum Yellow Submarine op lp. De volgende nummers werden opgenomen:
- "Yellow Submarine" (John Lennon & Paul McCartney)
- "Only A Northern Song" (George Harrison)
- "All Together Now" (John Lennon & Paul McCartney)
- "Hey Bulldog" (John Lennon & Paul McCartney)
- "It's All Too Much" (George Harrison)
- "All You Need Is Love" (John Lennon & Paul McCartney)
- "Pepperland" (George Martin)
- "Sea of Time" (George Martin)
- "Sea of Holes" (George Martin)
- "Sea of Monsters" (George Martin)
- "March of the Meanies" (George Martin)
- "Pepperland Laid Waste" (George Martin)

"Yellow Submarine in Pepperland" (George Martin)

### Muziekalbum
In 1999 verscheen het Yellow Submarine Songtrack-album op compact disc. De volgende nummers werden opgenomen:
- "Yellow Submarine" (John Lennon & Paul McCartney)
- "Hey Bulldog" (John Lennon & Paul McCartney)
- "Eleanor Rigby" (John Lennon & Paul McCartney)
- "Love You To" (George Harrison)
- "All Together Now" (John Lennon & Paul McCartney)
- "Lucy in the Sky with Diamonds" (John Lennon & Paul McCartney)
- "Think for Yourself" (George Harrison)
- "Sgt. Pepper's Lonely Hearts Club Band" (John Lennon & Paul McCartney)
- "With a Little Help from My Friends" (John Lennon & Paul McCartney)
- "Baby, You're a Rich Man" (John Lennon & Paul McCartney)
- "Only a Northern Song" (George Harrison)
- "All You Need Is Love" (John Lennon & Paul McCartney)
- "When I'm Sixty-Four" (John Lennon & Paul McCartney)
- "Nowhere Man" (John Lennon & Paul McCartney)
- "It's All Too Much" (George Harrison)

## Versies

### Bioscoopversies (1968)
Er zijn twee bioscoopversies: de Europese die 89 minuten duurt en de Amerikaanse die 85 minuten duurt. In de VS was men bang dat de film te lang duurde voor het Amerikaanse publiek en werd de scène met "Hey Bulldog" geschrapt.

### VHS video (1987)
United Artists hield het uitbrengen van de film op video af tot het moment dat alle muziekrechten waren geregeld. In 1987 was dat geregeld en kon de film uitkomen op VHS video. De versie die op videoband werd uitgebracht was de Amerikaanse bioscoopversie die vijf minuten korter is dan de Europese. Na een aantal jaren werd de video teruggetrokken uit de distributie en groeide uit tot een collector's item.

### De gerestaureerde bioscoopversie (1999)
In 1999 brachten MGM en Apple (die de rechten hadden overgenomen van United Artists) een nieuwe gerestaureerde filmversie (met Dolby 5.1 geluid) uit in de bioscopen. In deze versie was ook "Hey Bulldog" opgenomen.

### Dvd- en blu-rayversie (2012)
In juni 2012 kwam een gedigitaliseerde versie uit op dvd en blu-ray. In mei 2012 was er een korte distributie van deze versie in de bioscoop.

## Nieuwe versie
Disney en Apple Corps Ltd. kondigden op 11 september 2009 aan een driedimensionale versie van de film te maken. Robert Zemeckis zou de film gaan regisseren. Er zou gebruik worden gemaakt van motioncapturetechnieken zoals in eerdere films van Zemeckis als The Polar Express. De lancering stond gepland rond augustus 2012 ten tijde van de Olympische Spelen van 2012 in Londen. Komiek Peter Serafinowicz was ingehuurd voor de stem van Paul McCartney, Dean Lennox Kelly voor die van John Lennon, Cary Elwes voor George Harrison en Adam Campbell voor Ringo Starr. De Beatles-tributeband The Fab Four was gekozen voor de motioncaptureoptredens van de animatiefilm Beatles. In mei 2010 werd de digitale filmstudio van Zemeckis door Disney gesloten en op 14 maart 2011 kondigde Disney aan het project af te blazen.

## Prijzen en nominaties
- 1970 nominatie voor een Grammy Award voor Beste Originele Filmmuziek
- 1969 nominatie voor een Hugo Award voor Beste Drama Presentatie
- 1968 New York Film Critics Circle Awards Special Award